# Daniel Pérsico
Daniel Raúl Pérsico (Ciudad de San Luis; 31 de octubre de 1961) es un político e ingeniero civil argentino, que fue dos veces Senador Nacional de la Provincia de San Luis por el Frente para la Victoria, e Intendente de la Ciudad de San Luis.

## Biografía
Contrajo matrimonio con Sonia Edith Delarco, con quien tuvo 2 hijos.
En septiembre de 1988 se recibió de Ingeniero civil por la Facultad de Ciencias Exactas, Físicas y Naturales de la Universidad Nacional de Córdoba, y un año más tarde decidió militar en política acompañando al grupo peronista disidente de la conducción de  Adolfo Rodríguez Saá, quien fuera gobernador de San Luis por cinco periodos consecutivos, y de su hermano Alberto Rodríguez Saá (actualmente gobernador de San Luis en su segundo periodo).
El 23 de julio de 2003, el Concejo Deliberante de la Ciudad de San Luis sancionó una Ordenanza en la que convocaba a elecciones municipales desdobladas de las elecciones provinciales para el 9 de noviembre de 2003. Daniel Pérsico, hasta entonces Secretario de Obras Públicas del gabinete de Carlos Ponce, fue elegido con el 51 por ciento de los votos.
La facultad del Poder Ejecutivo para efectuar una convocatoria a elecciones municipales en una fecha distinta de las provinciales fue desconocida por la Legislatura Provincial.[cita requerida] El 20 de agosto de 2003 los diputados votaron una ley para llamar a elecciones para el 23 de noviembre de 2003 para elegir diputados nacionales por San Luis, legisladores provinciales, intendente y concejales de la Capital.
En esta segunda elección resultó elegida intendenta María Angélica Torrontegui. El 24 de febrero de 2005 la Corte Suprema de Justicia decidió que Pérsico sea el intendente de San Luis. Durante su gestión pidió la restitución a las arcas comunales de los fondos girados a la intendencia de María Angélica Torrontegui en el 2003.
En 2005 resultó elegido como senador nacional, y reelecto en 2011, finalizando su mandato en 2017.

## Cargos ejercidos en la Municipalidad de la Ciudad de San Luis

### Director Municipal de Servicios Básicos Municipal-SER
BA. Decreto N° 33 SHO y SP-96 - desde febrero de 1996 hasta el 5 de octubre de 1998

### Subsecretario de Obras y Servicios Públicos Municipal
Decreto N° 06 SHO y SP -99 

### Secretario de Obras y Servicios Públicos Municipal
Decreto N°387 S-G-2000 - desde el 6 de septiembre del año 2000 hasta el 12 de noviembre de 2003